# Баку
Баку́ (азерб. Bakı, МФА(азерб.): [bɑˈcɯ]) — столиця Азербайджанської Республіки, найбільший промисловий, економічний, і науково-технічний центр Південного Кавказу, а також найбільший порт на Каспійському морі і найбільше місто на Кавказі.
Площа міста становить 2130 км². Баку розташований на південному березі Апшеронського півострова. Місто за своєю давниною, величиною території та чисельністю населення є одним із старовинних і найбільших міст Сходу. З населенням Апшеронського півострова населення агломерації становить 2,54 млн. жителів.
Баку удостоєний в 2010 році програмою ООН з довкілля (UNEP), звання одного з головних міст по проведенню Всесвітнього дня довкілля. Подібні міста в Європі обираються щорічно. У 2010 році, разом із столицею Азербайджану, цих титулів удостоєні також Генуя (Італія) і Женева (Швейцарія).

## Етимологія
За загальновідомою версією назва Баку походить від розм. перс. باد كوبه — «Бадкубе» — «удар вітру», що найімовірніше пов'язано з пануючими там сильними вітрами, і послужило зародженню вкоріненого епітета «Баку — місто вітрів». Однак фахівці відзначають, що ця перська форма назви дуже пізня і засвідчена лише з XVII століття.

## Географія
Місто розташоване в південній частині Апшеронського півострова, на березі Каспійського моря.
| Найбільші міста однієї довготи або широти | Найбільші міста однієї довготи або широти | Найбільші міста однієї довготи або широти |
| ----------------------------------------- | ----------------------------------------- | ----------------------------------------- |
|                                           | Північ: Самара Казань                     |                                           |
| Захід: Нью-Йорк Мадрид Неаполь            |                                           | Схід: Ташкент Пекін                       |
|                                           | Південь: Манама                           |                                           |

## Клімат
Клімат Баку — м'який континентальний і напівпустельний (Класифікація кліматів Кеппена: BSk)
з жарким сухим літом, прохолодною зимою і рідкими опадами. У деякі роки випадає багато снігу, а невеликі скупчення снігу трапляються практично щозими. Опади влітку бувають рідко. Середня річна кількість опадів становить близько 210 мм.
| Клімат Баку | Клімат Баку | Клімат Баку | Клімат Баку | Клімат Баку | Клімат Баку | Клімат Баку | Клімат Баку | Клімат Баку | Клімат Баку | Клімат Баку | Клімат Баку | Клімат Баку | Клімат Баку |
| Показник | Січ.        | Лют.        | Бер.        | Квіт.       | Трав.       | Черв.       | Лип.        | Серп.       | Вер.        | Жовт.       | Лист.       | Груд.       | Рік         |
| Середній максимум, °C | 6,6         | 6,3         | 9,8         | 16,4        | 22,1        | 27,3        | 30,6        | 29,7        | 25,6        | 19,6        | 13,5        | 9,7         | 18,1        |
| Середня температура, °C | 4,4         | 4,2         | 7,0         | 12,9        | 18,5        | 23,5        | 26,4        | 26,3        | 22,5        | 16,6        | 11,2        | 7,3         | 15,1        |
| Середній мінімум, °C | 2,1         | 2,0         | 4,2         | 9,4         | 14,9        | 19,7        | 22,2        | 22,9        | 19,4        | 13,6        | 8,8         | 4,8         | 12,0        |
| Середня кількість сонячних годин на місяць                                                                                      | 89,9        | 89,0        | 124,0       | 195,0       | 257,3       | 294,0       | 313,1       | 282,1       | 222,0       | 145,7       | 93,0        | 102,3       | 2207,4      |
| Норма опадів, мм | 21          | 20          | 21          | 18          | 18          | 8           | 2           | 6           | 15          | 25          | 30          | 26          | 210         |
| Днів з опадами | 6           | 6           | 5           | 4           | 3           | 2           | 1           | 2           | 2           | 6           | 6           | 6           | 49          |
| Днів зі снігом | 4           | 3           | 0           | 0           | 0           | 0           | 0           | 0           | 0           | 0           | 0           | 3           | 10          |
| --- | ----------- | ----------- | ----------- | ----------- | ----------- | ----------- | ----------- | ----------- | ----------- | ----------- | ----------- | ----------- | ----------- |
| Джерело: Всесвітня метеорологічна організація (ООН), Обсерваторія Гонконгу (для сонячних годин) / Meoweather (для сніжних днів) |             |             |             |             |             |             |             |             |             |             |             |             |             |

## Історія

### Стародавній світ

Глиняна статуетка, знайдена в Ічері-Шехер. I тис. до н. е.

Мабуть, ще на початку нашої ери сучасний Апшеронський півострів лежав на дні моря, оскільки через трансгресію Каспію рівень моря був набагато вищим, і низовина нижньої течії Кури перебувала під водою (на що вказують античні карти). Відомості про Баку з'являються в ранньому середньовіччі.
Причиною виникнення міста на Апшеронському півострові послужили фізико-географічні умови міста Баку, розташування його в центрі перетину міграційних і торгових шляхів, простягнутих з півночі на південь, із заходу на схід («Великий шовковий шлях»), кліматичні умови та паливне і енергетичне багатство, що з найдавніших часів виходить на поверхню землі, і зветься «нафта».

### Середньовіччя

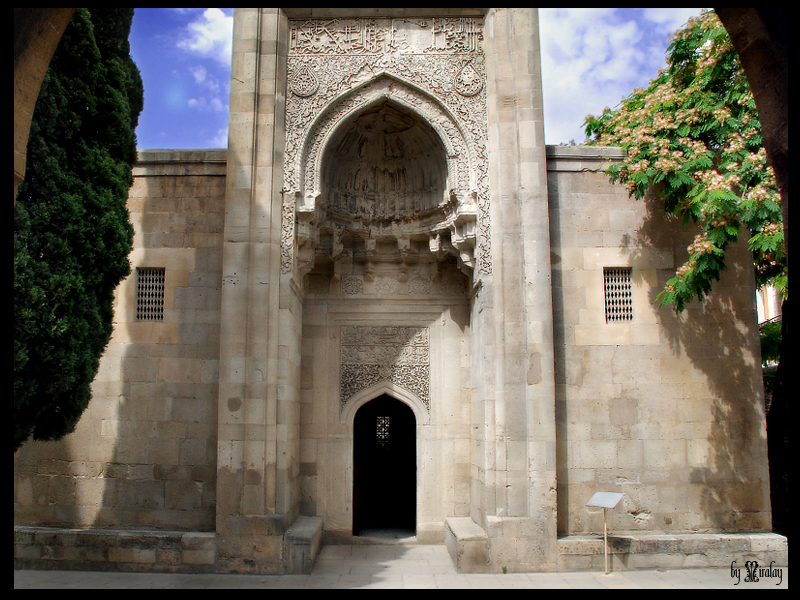
Палац Ширваншахів, XV століття.

Перша письмова згадка — VI століття. В багатьох історичних джерелах місто згадувалося завдяки наявності нафти. Баку також було одним з торгових центрів регіону, куди приїжджали слов'янські, хазарські, китайські, сирійські, вірменські, іранські купці.
З другої половини IX століття Баку потрапив під володіння Ширваншахів і став одним з основних міст Ширвану. Населення займалося ремеслами, торгівлею, рибальством, садівництвом і нафтовидобутком. У 1191 році ширваншах Ахситан I тимчасово переніс столицю держави з Шемахи в Баку. У XII столітті місто було оточене кріпосною стіною і ровом.
В період нашестя монголів у XIII столітті місто занепало. Але вже в наступному столітті економічне життя Баку знову пожвавилося. Каспійське море в деяких джерелах навіть згадувалося як Бакинське море. З Баку вивозилися різні товари в Золоту Орду, російські князівства, Іран і Середню Азію. У Баку досі збереглися історико-архітектурні пам'ятки — Бухарський і Мултанський (Індійський) карвансараї, що свідчить про торгові зв'язки Баку з вказаними регіонами. В період правління ширваншаха Халіллулаха I (1417–1462) в Баку проводилися істотні будівельні роботи. Комплекс палацу Ширваншахів (який входить до світової спадщини ЮНЕСКО) був створений в цей період. З 1501 року Баку стало частиною Севфевідської держави.
Баку як торговий центр став привертати увагу Росії. Петро I направив експедицію на Південний Кавказ. 26 липня 1723 року російські війська зайняли Баку, але пізніше в результаті укладеного договору між Росією та Іраном в 1735 році росіяни покинули місто. З російськими військами пішла значна кількість вірменського населення.
Нафта Баку
У часи високого Середньовіччя (з VIII по XIII ст.) спостерігаємо численні письмові згадки бакинської нафти в працях арабських учених (Баладзорі, Масуді, Істахрі-Абу, Абу-Дулаф, Бекран та ін.), які описували самовилив нафти на поверхню та ранній колодязний видобуток на Апшеронському півострові. Так, Масуді у своєму трактаті «Середня книга» (перша половина Х ст.) відзначає, що « …в Баку було два головних джерела: з одного добувалася жовта і біла нафта, а з іншого — чорна і синя. Прибуток з кожного джерела становив понад тисячу дирхемів на рік». Масуді та Істахрі, котрі відвідали район Баку в Х ст., зазначали, що нафта й газ використовувалися для нагрівання води, приготування їжі, обпалення вапна, у військових та медичних цілях.
У X—XIII ст. в селі Балахани добувалася «легка нафта», а в Сурахани — «важка». Географ XIII століття Ібн Бекран пише, що нафту в Баку очищали, щоб позбутися від її поганого запаху і зробити нафту більш придатною для лікування.
У 1264 р. під час подорожі через Баку до Персії венеційський купець і мандрівник Марко Поло став свідком видобутку нафти, що просочується на поверхню. На берегах Каспійського моря на території сучасного Азербайджану він бачив як збирали цю нафту. Марко Поло писав у своїй «Книзі про різноманітність світу» про великі ставки, заповнені нафтою, якими, як він писав, можна було б заповнити сто суден. Він також відзначав, що нафту застосовували для освітлення будинків і лікування шкірних захворювань. Він також згадує про спорудження нафтових колодязів і черпання з них нафти.

### Новий час

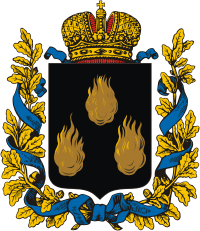
Герб Бакинської губернії.

В середині XVIII століття було створено Бакинське ханство. Баку було знов захоплене росіянами в 1796 році, але через рік Катерина II відкликала війська.
14 травня 1805 правитель Баку Гусейн Кулі визнав російське підданство, проте, коли в 1806 році російська армія на чолі з Павлом Циціановим підійшла до Баку, Циціанов був убитий за наказом правителя. Незабаром російська армія почала акцію відплати і в кінці того ж року захопила Баку, а Гусейн Кулі втік до Персії.

Незважаючи на владу Російської імперії, Баку став одним з промислових і культурних центрів Кавказу. Промислове видобування нафти сприяло розвитку міста. У 1847 році на Бібі-Ейбатському родовищі вперше в світі механічним шляхом була пробурена нафтова свердловина. В Баку почався приплив іноземного капіталу, відкрилися офіси Ротшильдів, братів Нобелів та інших. Крім нафтової промисловості розвивалося ткацьке виробництво, відкривалися механічні заводи, тютюнові фабрики, млини, обробні підприємства тощо. 

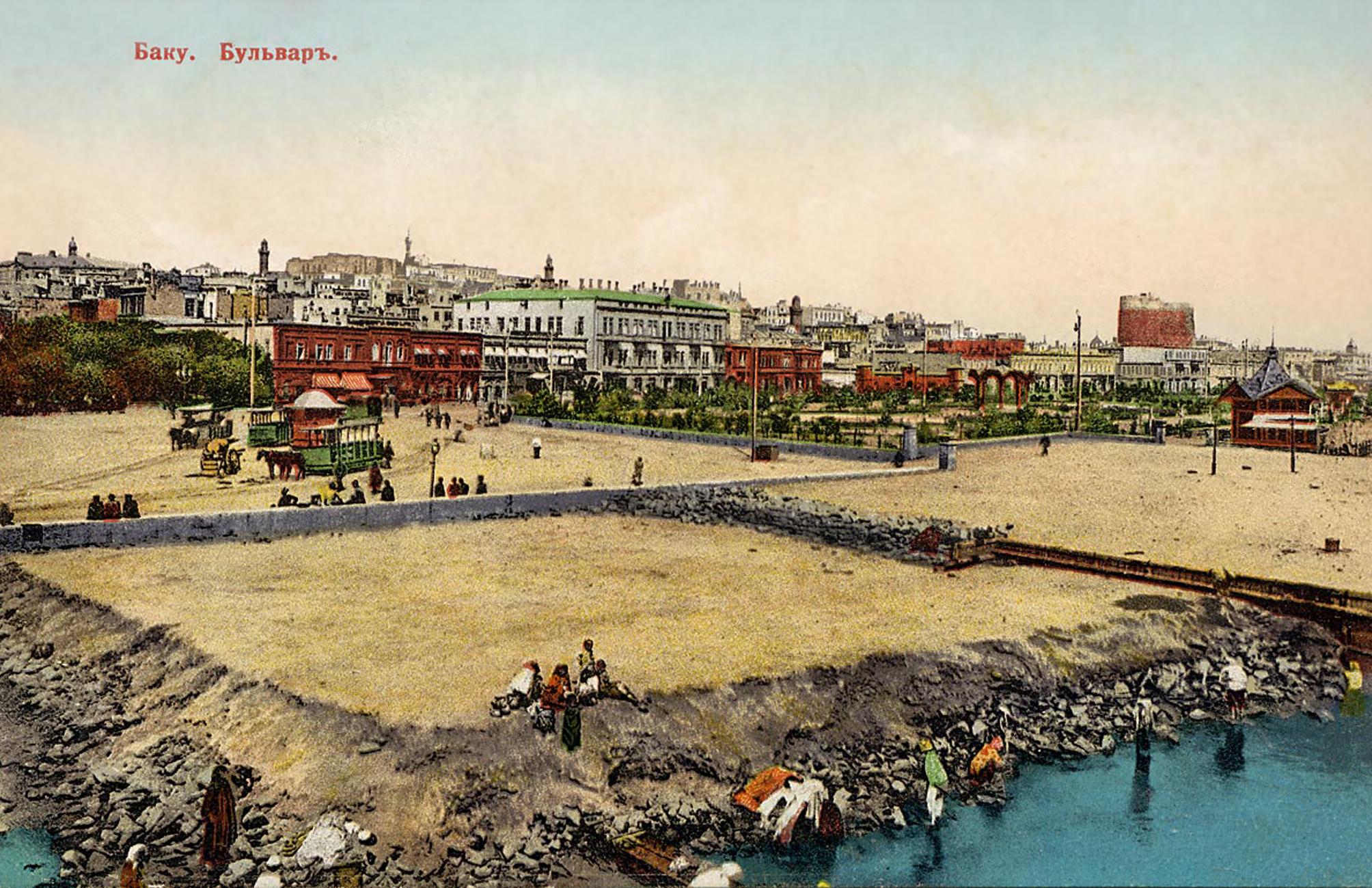
Бакинський приморський бульвар, 1900.

8 травня 1883 року була відкрита залізниця Баку — Тбілісі. У 1899 році відкрили конку, був заснований паровий флот у Бакинському порту. До міста з'їхалося багато мігрантів — росіян, євреїв, німців, вірмен, іранських азербайджанців тощо.
З нафтовим бумом розцвіло культурне життя, відкрилися театри, була побудована будівля опери. Баку стало відоме як «Париж Кавказу». Толерантність місцевих жителів викликало багато позитивних відгуків. Дослідник Том Рейсс відзначав, що Баку було єдиним місцем у Російській імперії, де євреї могли себе відчувати в безпеці.
1873 року в Баку діяло 80 нафтопереробних заводів. Їхній дим так забруднював повітря, що міська влада ввела заборону будівництва нових підприємств у межах міста. За 2 км від Баку було відведено спеціальний район для промислових виробництв, який дістав назву «Чорне місто».

### Радянський період

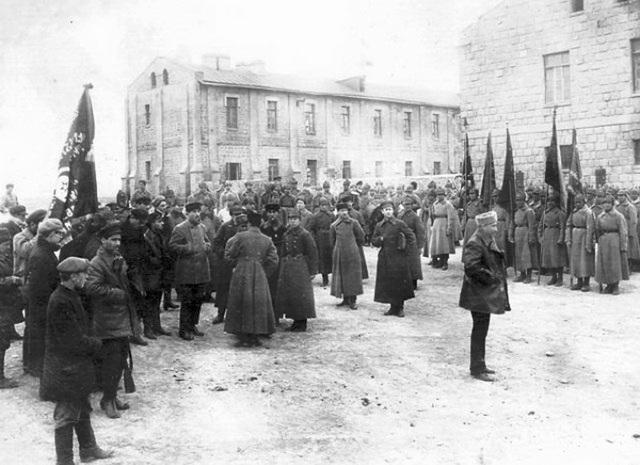
Червона армія в Баку, травень 1920

За радянських часів Баку стало столицею Азербайджанської РСР і перетворилося на один з адміністративних, промислових, наукових і культурних центрів СРСР.
В середині квітня 1920 року частини 11-ї Армії РСЧА, розбивши залишки військ Денікіна, підійшли до північних кордонів Азербайджану. 27 квітня радянські війська перейшли азербайджанський кордон і, не зустрівши опору, 28 квітня увійшли в Баку.
У радянський час Баку стало столицею Азербайджанської Радянської Соціалістичної Республіки і перетворилося на один з найбільших адміністративних, промислових, наукових і культурних центрів СРСР. У роки Німецько-радянської війни 1941—1945 років Баку був основним стратегічним центром забезпечення паливом військової авіації та бронетехніки, що було одним з найважливіших чинників перемоги СРСР. У той же час Німеччина будувала плани з метою захоплення бакинської нафти, але завдяки поразці Вермахту в битві за Кавказ Баку не був захоплений. У післявоєнні роки Баку також залишався значущим нафтоносним регіоном СРСР. Однак політична та економічна криза в 80-х роках породила нові реалії в житті радянського Азербайджану і Баку, що призвело до серії страшних трагедій і розколу в суспільстві.

#### Чорний січень

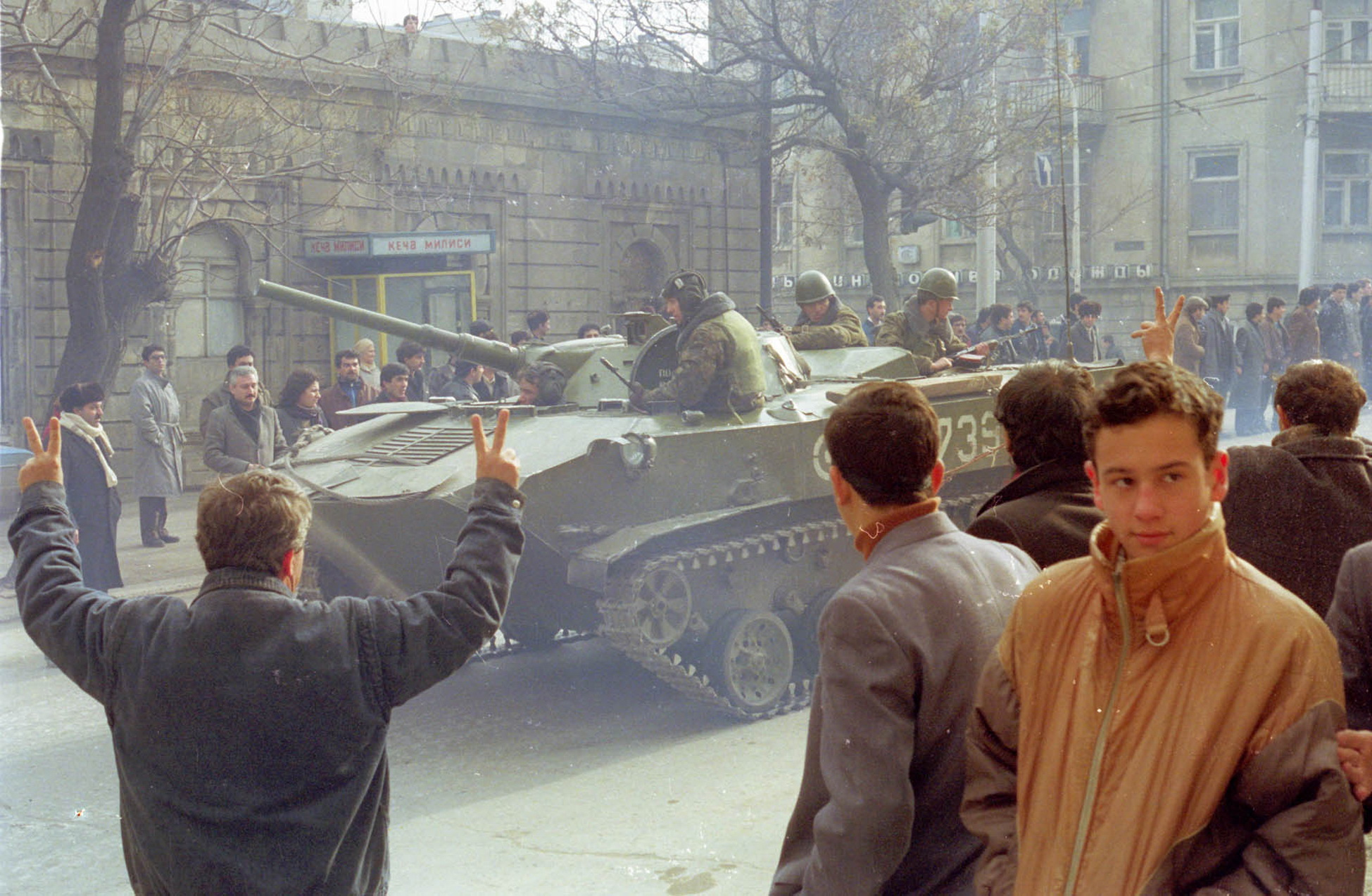
Підрозділи радянської армії в Баку. Зима 1990

З початком вірмено-азербайджанського конфлікту в 1988–1989 роках в Баку прибула велика кількість азербайджанських біженців з Вірменії. У 1989–1990 роках в місті відбулися безпрецедентні заворушення, що переросли у вірменські погроми в Баку. До січня 1990 року в місті залишалося лише близько 27 тисяч жителів-вірмен, переважно немолодих. Погроми відбувалися 13-15 січня 1990 року, коли вигнані з Вірменії азербайджанські біженці стали нападати на місцевих жителів вірменської національності. За час погромів було убито 48 жителів міста вірменської національності. Більше 100 тисяч жителів було вимушено покинути місто. При цьому розквартирований в місті 12-тисячний контингент внутрішніх військ і частини радянської армії не втручалися в те, що відбувається, обмежуючись тільки охороною урядових об'єктів. Після введення додаткових частин Радянської Армії, які зустріли озброєний опір, у період з 20 січня по 11 лютого 1990 року було убито близько 40 військовослужбовців і 140 місцевих жителів, включаючи жінок, дітей і людей похилого віку. Метою військової операції був розгром антикомуністичного Народного Фронту Азербайджану і збереження влади Компартії.
З 1995 по 1998 роки у Баку виходила незалежна газета «Компас».

### Наші дні
Оговтавшись від економічної і соціальної криз важких пострадянських років кінця 20-го сторіччя, Баку переживає нині своє нове народження як найбільший економічний і культурний центр Закавказзя.
Регіональний план розвитку Баку охопить період до 2030 року.
Держкомітету з містобудування та архітектури Джахангір Годжаєв: Підготовлений в період Радянського Союзу план не відповідає вимогам вільної економіки, і тому за підтримки Світового Банку готується план розвитку Баку. Це буде основою для створення нового генерального плану.
Це буде більш довгостроковий документ, що визначає також параметри розвитку всього Баку і оточуючих його селищ і Абшеронського півострова в загальному. Під час підготовки плану буде використана світова практика, прийняті до уваги параметри розвитку міста Сумгайит і Абшеронського району. Поряд з цим проводяться роботи з планування центральної частини міста Баку.
У травні 2012 року в Баку пройшов 57-й конкурс пісні Євробачення.
У вересні-жовтні 2012 року в Баку відбулися матчі Чемпіонату світу з футболу серед дівчат віком до 17 років.

## Населення
| Рік  | Азербайджанці | %    | Росіяни | %    | Вірмени | %    | Євреї  | %   | Інші   | %    | Населення |
| ---- | ------------- | ---- | ------- | ---- | ------- | ---- | ------ | --- | ------ | ---- | --------- |
| 1886 | 37 530        | 43,3 | 21 390  | 24,7 | 24 490  | 28,3 | 391    | 0,5 | 2810   | 3,2  | 86 611    |
| 1897 | 40 341        | 36   | 37 399  | 33,4 | 19 099  | 17,1 | 3369   | 3   | 11 696 | 10,5 | 111 904   |
| 1926 | 118 737       | 26,2 | 167 373 | 36,9 | 76 656  | 16,9 | 19 589 | 4,3 | 70 978 | 15,7 | 453 333   |
| 1939 | 215 482       | 27,4 | 343 064 | 43,6 | 118 650 | 15,1 | 31 050 | 3,9 | 79 377 | 10,1 | 787 623   |
| 1959 | 211 372       | 32,9 | 223 242 | 34,7 | 137 111 | 21,3 | 24 057 | 3,7 | 56 725 | 8,7  | 652 507   |
| 1970 | 586 052       | 46,3 | 351 090 | 27,7 | 207 464 | 16,4 | 29 716 | 2,3 | 88 193 | 6,9  | 1 262 515 |
| 1979 | 530 556       | 52,4 | 229 873 | 22,7 | 167 226 | 16,5 | 22 916 | 2,3 | 62 865 | 6,2  | 1 013 436 |
| 1999 | 1 574 252     | 88   | 119 371 | 6,7  | 378     | 0,02 | 5164   | 0,3 | 89 689 | 5    | 1 788 854 |
| 2009 | 1 848 107     | 90,3 | 108 525 | 5,3  | 104     | 0    | 6056   | 0,6 | 83 023 | 4,1  | 2 045 815 |

## Освіта
- Азербайджанський інститут нафтової промисловості
- Азербайджанська державна нафтова академія
- Азербайджанський технічний університет
- Азербайджанський медичний університет
- Азербайджанський державний економічний університет
- Азербайджанська державна морська академія
- Бакинська музична академія
- Бакинський державний університет
- Університет «Хазар»

## Міжнародні відносини

### Міста-побратими
Наразі, Баку має двадцять сім міст-побратимів.
| Місто           | Країна                | Рік    |
| --------------- | --------------------- | ------ |
| Амман           | Йорданія              | З 1965 |
| Анкара          | Туреччина             | З 1974 |
| Басра           | Ірак                  | З 1981 |
| Бордо           | Франція               | З 1987 |
| Вунгтау         | В'єтнам               | З 1992 |
| Вашингтон       | США                   | З 1993 |
| Гонолулу        | США                   | З 1993 |
| Дакар           | Сенегал               | З 1994 |
| Джидда          | Саудівська Аравія     | З 1995 |
| Ізмір           | Туреччина             | З 1995 |
| Москва          | Росія                 | З 1995 |
| Київ            | Україна               | З 1995 |
| Конья           | Туреччина             | З 1996 |
| Лондон          | Сполучене Королівство | З 1996 |
| Майнц           | Німеччина             | З 1997 |
| Неаполь         | Італія                | З 1997 |
| Санкт-Петербург | Росія                 | З 1998 |
| Сараєво         | Боснія і Герцеговина  | З 1998 |
| Стамбул         | Туреччина             | З 1998 |
| Тебриз          | Іран                  | З 1998 |
| Х'юстон         | США                   | З 2001 |
| Балаково        | Росія                 | З 2002 |

### Міста-партнери
Міста, з якими Баку має зв'язки на різних рівнях.
| Місто     | Країна    | Рік    |
| --------- | --------- | ------ |
| Абердин   | Шотландія | З 2002 |
| Мінськ    | Білорусь  | З 2002 |
| Ставангер | Норвегія  | З 2002 |
| Тбілісі   | Грузія    | З 2002 |

### Дипломатичні та консульські представництва
У місті знаходяться 50 посольств і 4 представництва.

### Членство в місті Баку
Місто є членом таких міжнародних організацій:
- Всесвітньої Федерації Міст-побратимів
- Всесвітньої Організації Міст спадщини (ЮНЕСКО)
- Всесвітньої Організації Міст Енергетики
- Міжнародного інституту «Євроград»
- Союзу Столиць Країн Чорноморської Економічної Співдружності

## Визначні пам'ятки
- Атешгях
- Дівоча вежа
- Палац Ширваншахів
- Старе місто
- Приморський бульвар

### Пам'ятники
- Пам'ятник Ніколі Теслі (Баку)

## Фотогалерея

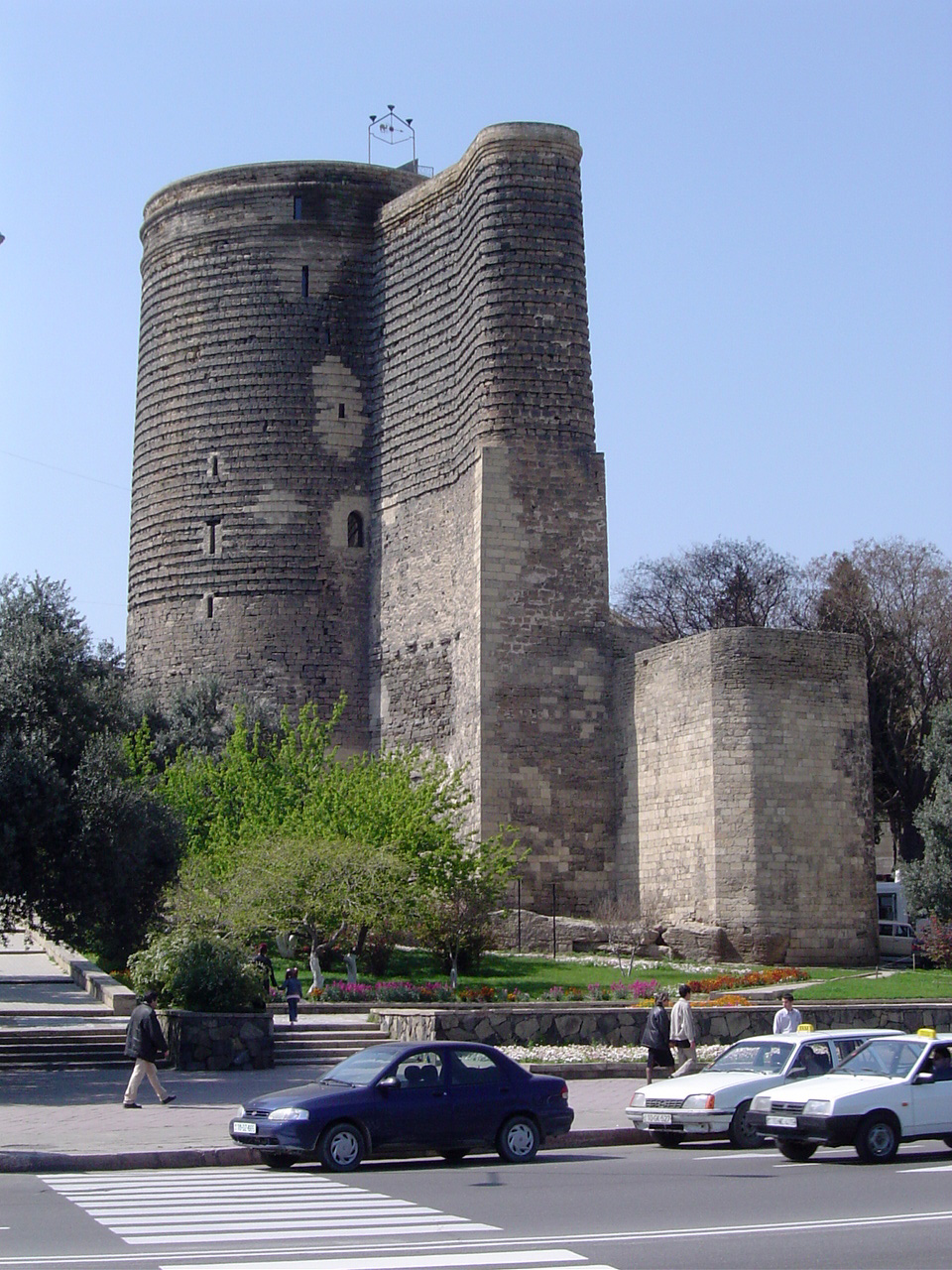
Дівоча вежа
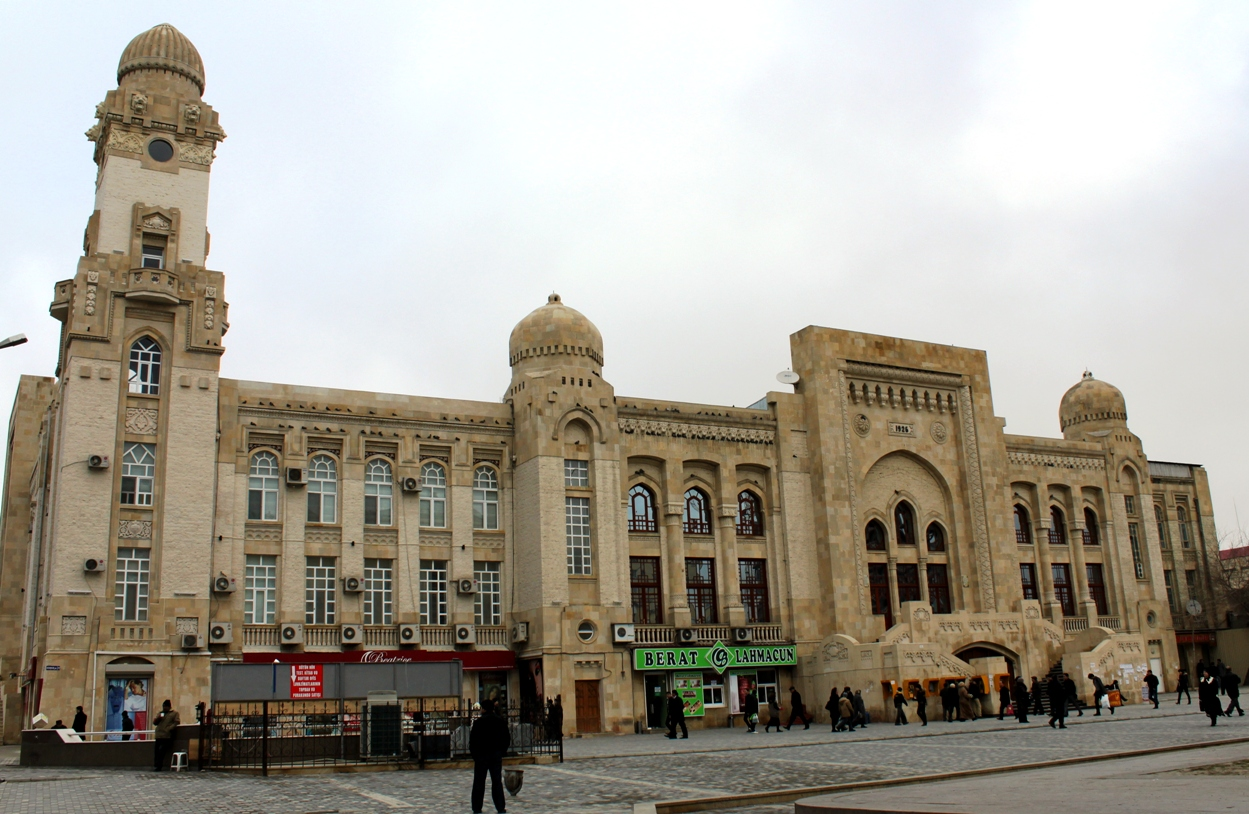
Головна будівля Азербайджанської державної залізниці
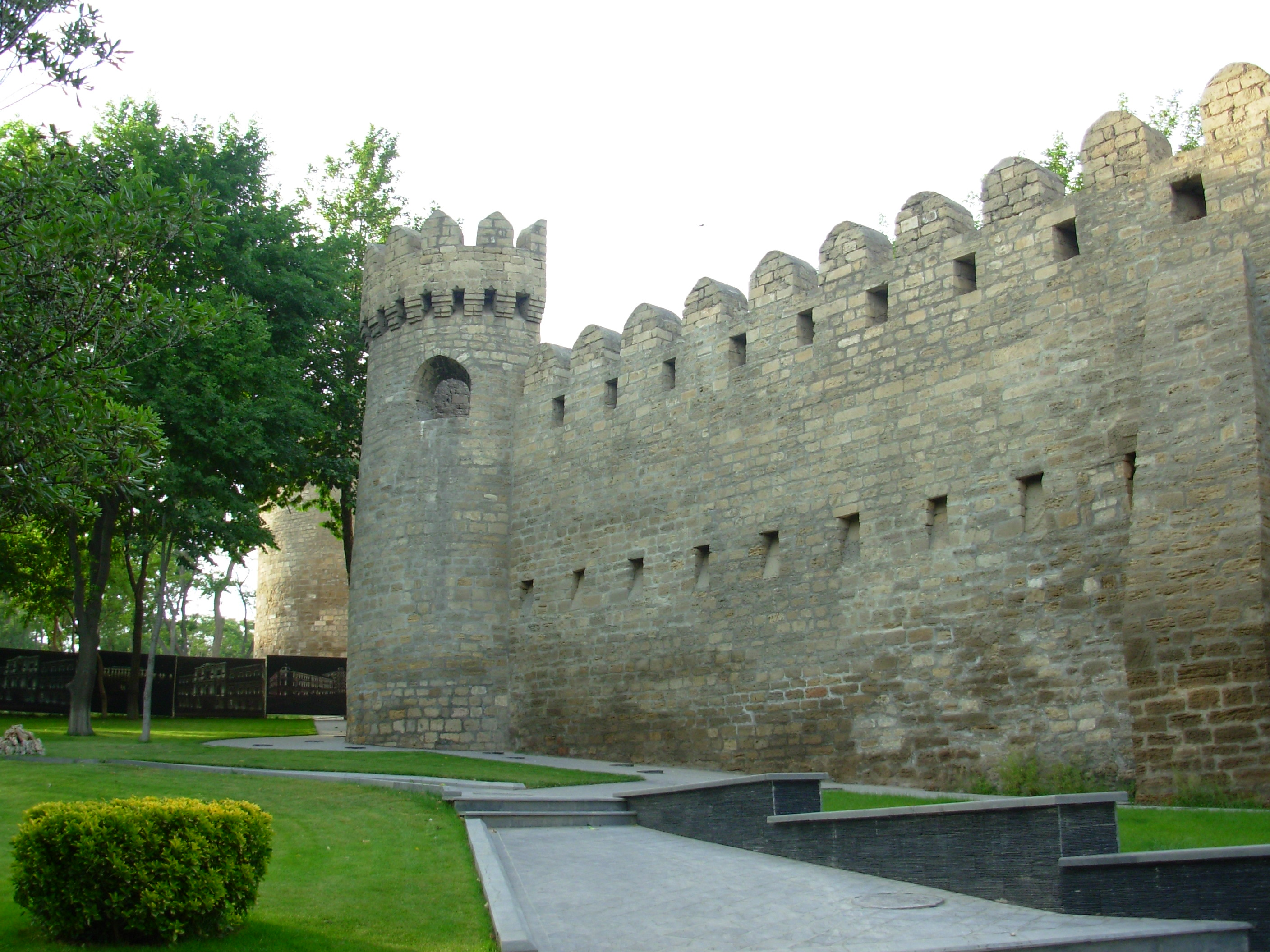
Бакинська Фортеця (Ічері Шехер)
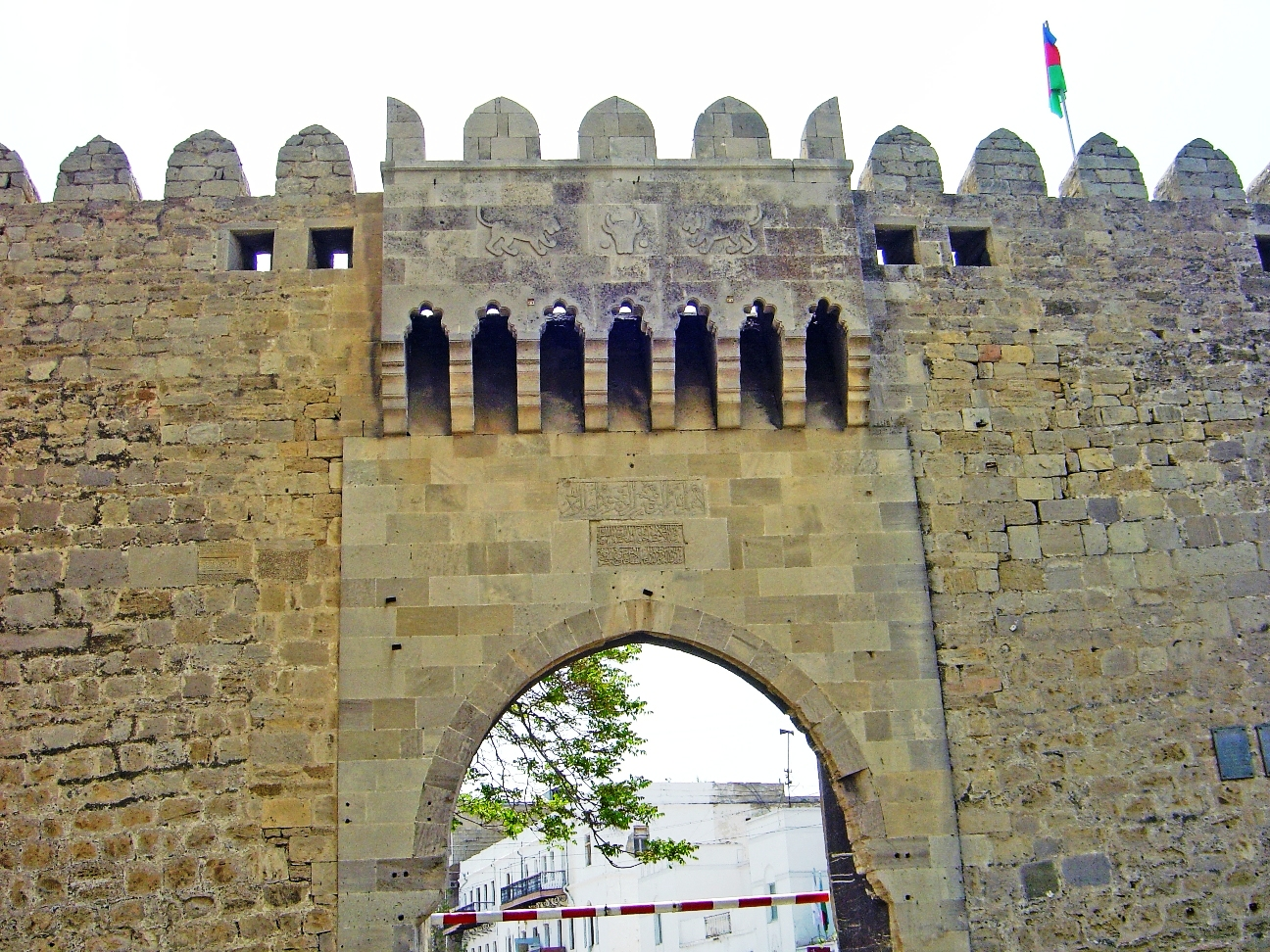
Ворота в Ічері Шехер
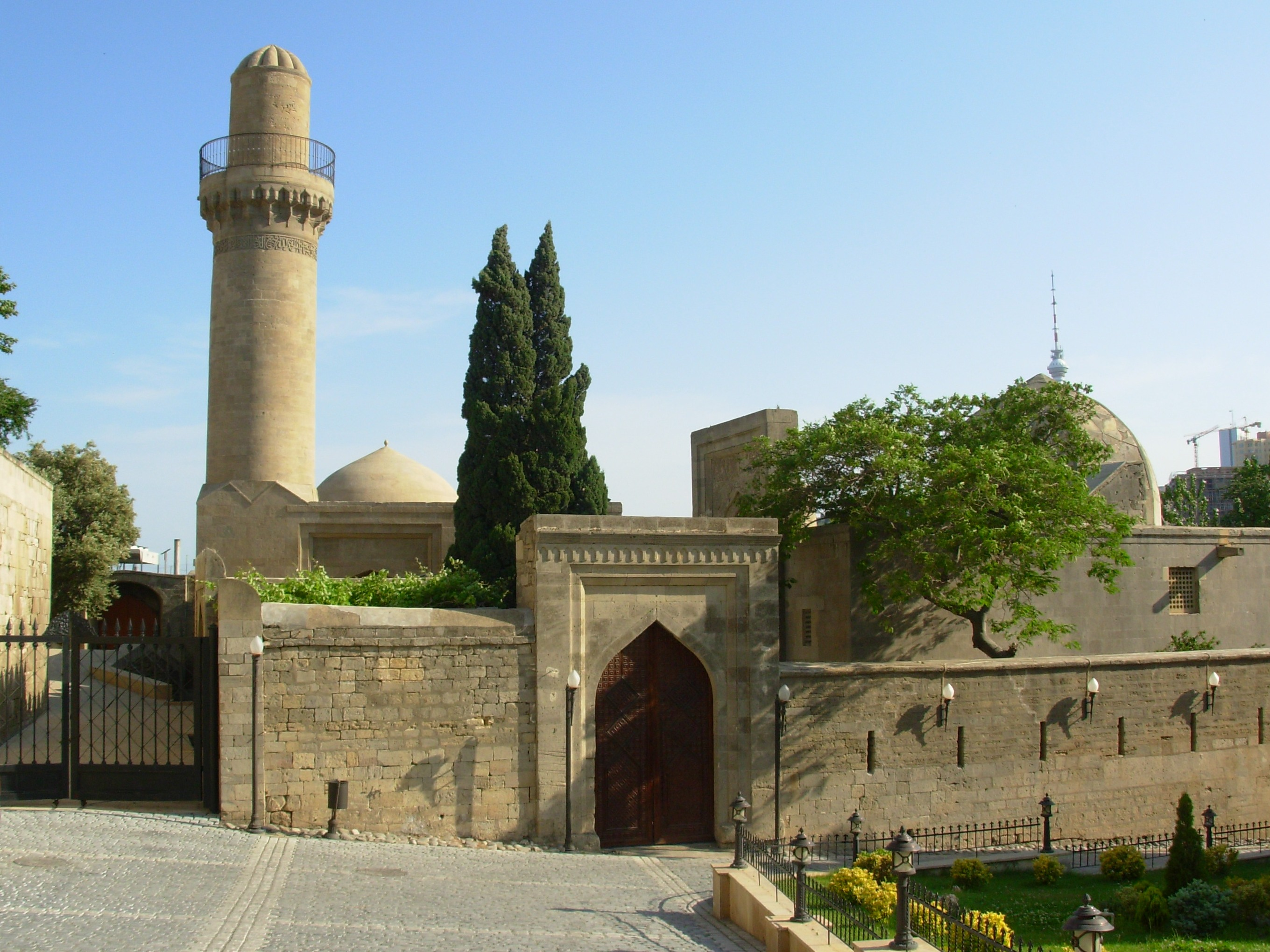
Палац Ширваншахів
Бакинська бухтаБакинська бухта
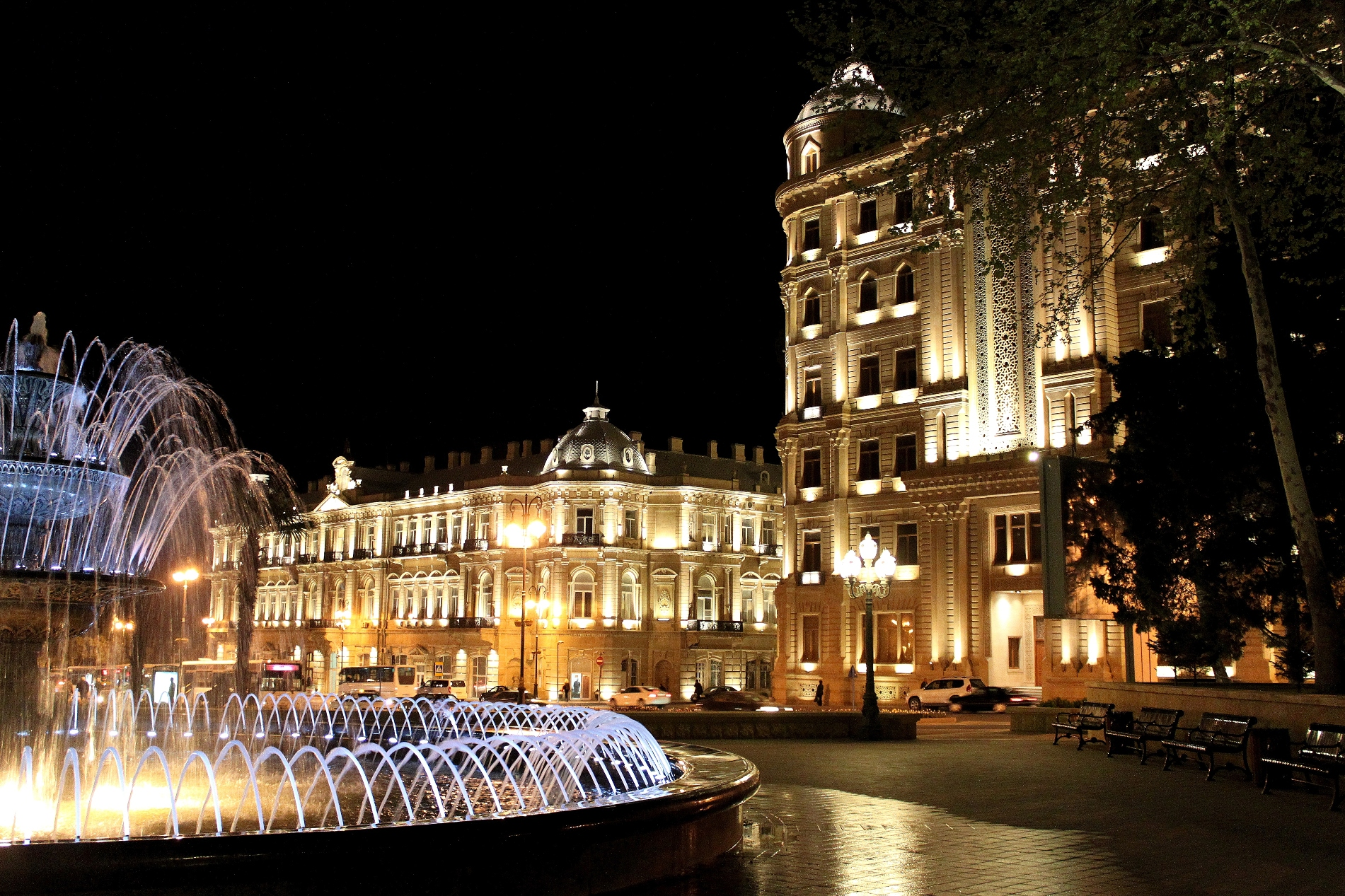
Баку вночі

## Баку в літературі
- Арабський трактат XIII ст.:

| «Баку — це місто в області Ширвана на березі моря. Всю ніч земля його горить, як вогонь: ставлять на неї котел, і вода на землі його закипає. Його товари: нафта чорна, біла, зелена і сіль». |
- В. Черчілль влучно зауважував: «Якщо нафта королева, то Баку її трон».

## Кінематограф
- Діамантова рука
- І цілого світу мало
- Людина-амфібія
- Мій добрий тато
- Тегеран-43

## Особистості
- Азіза Мустафа Заде — азербайджанська джазова піаністка, співачка та композиторка.
- Аллегрова Ірина Олександрівна — радянська та російська естрадна співачка, акторка.
- Аллілуєва Надія Сергіївна — радянська партійна діячка, друга дружина Генерального секретаря ЦК ВКП (б) І. В. Сталіна.
- Алмасзаде Гамер Гаджиага кизи — азербайджанська балерина.
- Афаг Башіргизи — заслужена артистка Азербайджану
- Афаг Масуд — кавалерка ордена «Слава», народна письменнця Азербайджану, заслужена діячка мистецтв Азербайджану
- Бахрамов Тофік Бахрам-огли — азербайджанський радянський футбольний арбітр.
- Вагіф Мустафазаде — азербайджанський джазовий композитор і піаніст.
- Ванников Борис Львович — радянський державний діяч.
- Говорухін Лев Олексійович — Герой Радянського Союзу
- Давид Нурієв — російський репер і актор. Більш відомий своїм творчим псевдонімом Птаха.
- Доліна Лариса Олександрівна — радянська і російська естрадна і джазова співачка, акторка.
- Єременко Костянтин Андрійович — радянський і український диригент.
- Валентин Женевський — азербайджанський та український камерний і естрадний співак, композитор і педагог. «Заслужений артист і Заслужений  діяч естрадного мистецтва України»
- Ібрагімбеков Рустам Ібрагімович — азербайджанський і російський письменник, сценарист, кінодраматург і кінорежисер.
- Ісмаїлов Тельман Марданович — російський підприємець.
- Кара Караєв (1918—1982) — азербайджанський радянський композитор.
- Каспаров Гаррі Кімович — радянський і російський шахіст, письменник і політик.
- Ландау Лев Давидович — радянський фізик.
- Мамед Гасан Гаджинський — азербайджанський державний і політичний діяч.
- Мешаді Азізбеков — діяч революційного руху в Азербайджані.
- Омелянович-Павленко Іван Володимирович — генерал-хорунжий Армії УНР
- Петросян Євген Ваганович — радянський і російський артист естради, письменник-гуморист і телеведучий.
- Раджабов Теймур Борисович — азербайджанський шахіст, гросмейстер.
- Ріхард Зорге — професійний журналіст, розвідник-шпигун.
- Ростропович Мстислав Леопольдович — російський віолончеліст, диригент.
- Саакянц Роберт Аршавірович — відомий вірменський кінорежисер-мультиплікатор
- Салманов Салман Мамед Огли — український музикант, перкусіоніст, учасник гурту Мандри (1997—2009).
- Тагиєв Гаджи Зейналабдін — азербайджанський підприємець і філантроп.
- Франгіз Алізаде — азербайджанська композиторка, піаністка, музикознавиця і педагогиня.
- Шрамченко Святослав Олександрович — військовий і громадський діяч, капітан-лейтенант УНР
- Закаріадзе Серго Олександрович (1909—1971) — радянський грузинський актор, читець, педагог
- Еріка Ферда (1914—1997) — латвійська акторка, хореографка і театральна педагогиня
- Тимофєєв Микола Дмитрович (1921—1999) — радянський російський актор театру і кіно
- Нагорний Олексій Петрович (1922—1984) — російський письменник, сценарист
- Мелік Дадашев (1924—1996) — азербайджанський актор
- Зорін Леонід Генріхович (1924—2020) — російський письменник, поет, перекладач, драматург і сценарист
- Агамірова Тамілла Суджаївна (1928—2021) — радянська і російська акторка театру і кіно
- Троцюк Богдан Якович (1931—2009) — радянський, російський композитор
- Кажлаєв Мурад Магомедович (* 1931) — російський композитор
- Юргенс Наталія Микитівна (* 1932) — російська акторка
- Меліков Аріф Джангір огли (1933—2019) — азербайджанський композитор
- Лаферов В'ячеслав Гаврилович (1939—1996) — радянський і український художник по гриму
- Меньшов Володимир Валентинович (1939—2021) — російський актор, кінорежисер.
- Віторган Еммануїл Гедеонович (* 1939) — радянський та російський актор театру і кіно
- Кулієв Ельдар (1941—2021) — радянський та азербайджанський кінорежисер, сценарист і актор
- Терентьєва Нонна Миколаївна (1942—1996) — радянська, російська акторка театру і кіно
- Магомаєв Муслім Магометович (1942—2008) — радянський азербайджанський оперний та естрадний співак, композитор
- Фарадж Караєв (* 1943) — азербайджанський композитор
- Полад Бюльбюль огли (* 1945) — радянський і азербайджанський естрадний співак (ліричний тенор), композитор, педагог, актор, доктор мистецтвознавства
- Агаджанов Ґрант Карапетович (* 1948) — інженер. Доктор економічних наук (1995), професор (1995)
- Азер Ірина Абдуррезаївна (* 1949) — акторка радянського кіно
- Омарова Гаміда Мамед-кизи (* 1957) — азербайджанська акторка
- Газаров Сергій Ішханович (* 1958) — радянський і російський актор і режисер театру і кіно, сценарист, продюсер
- Савкін Олег Володимирович (* 1965) — український актор театру і кіно.